# Jan van Vuuren

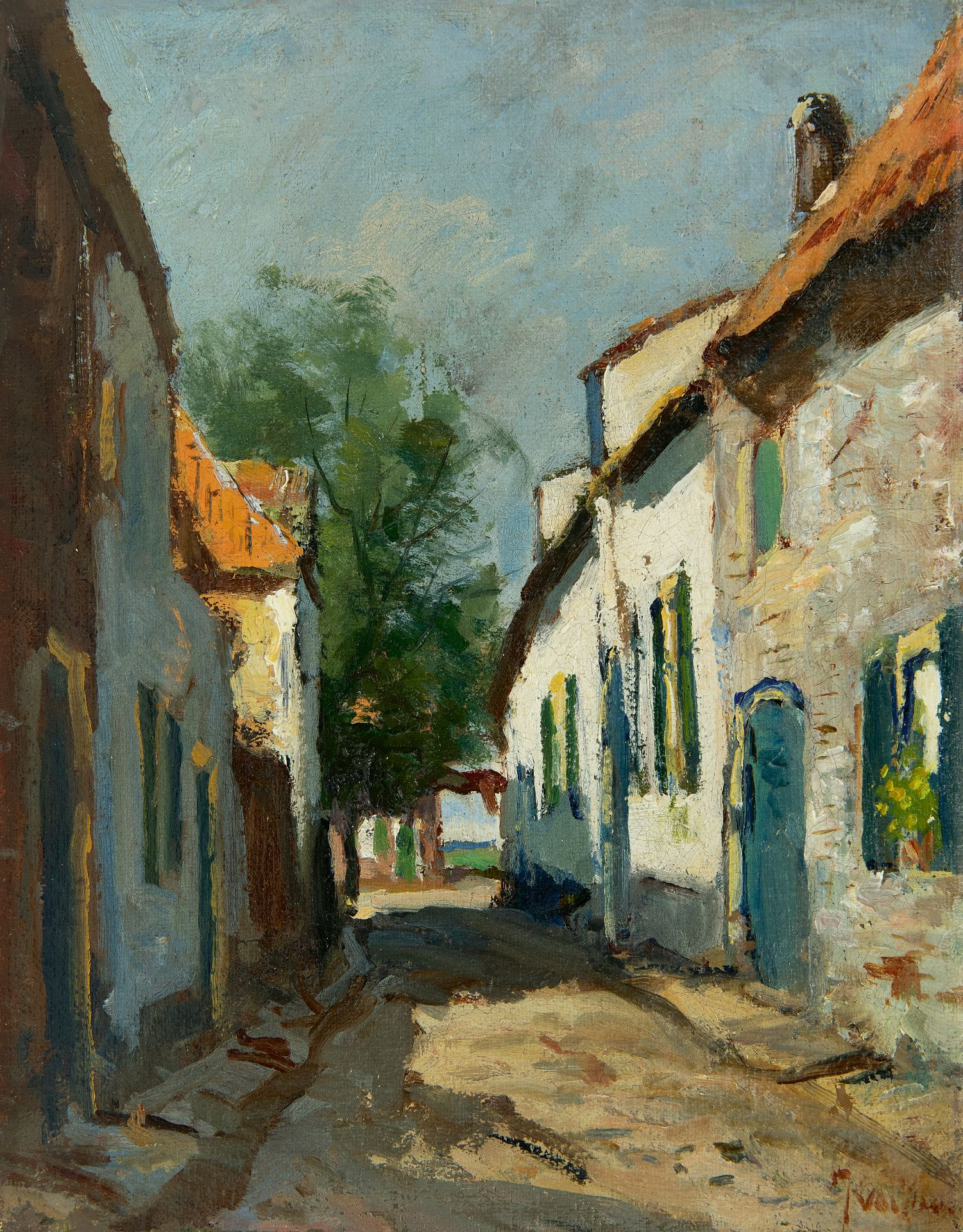
Dorfgasse

Jan van Vuuren (* 26. Januar 1871 in Molenaarsgraaf in der Gemeinde Molenlanden; † 4. August 1941 in Ermelo) war ein niederländischer Maler.
Jan van Vuuren war Schüler von Roland Larij (Dordrecht), Gerrit Willem Dijsselhof (Amsterdam), Herman Johannes van der Weele (Den Haag) und der Abendkurse an der Koninklijke Academie van Beeldende Kunsten in Den Haag, 
Im Alter von 25 Jahren trat er dem „Pulchri Studio“ bei. Ab 1894 war er Mitglied von „Arti et Amicitiae“. 1891 erhielt er den Akademiepreis (Goldmedaille) der Haagschen Akademie. Auf der Weltausstellung Paris 1900 wurde Van Vuuren mit dem „Diplôme d’honneur“ ausgezeichnet. 
Lebte und arbeitete in Dordrecht, Amsterdam, Den Haag, Elspeet von vor 1894 bis 1895, Epe ab 1896, Elburg ab 1899, Lochem ab 1901, Nunspeet ab ca. 1903. 
Malte und zeichnete viele Waldszenen, alte Straßen von Städten rund um die Zuiderzee usw. Er unterrichtete Theodora Elisabeth Wolterbeek Müller.
Vuuren nahm ab 1895 an Ausstellungen in Amsterdam, Den Haag, Rotterdam etc. teil.